# August Prechtl

Portrait von August Prechtl

August Eduard Prechtl (* 20. Januar 1861 in Neunburg vorm Wald; † 22. März 1911 in Weiden in der Oberpfalz) war von 1891 bis zu seinem Tod 1911 Bürgermeister von Weiden. Er war der erste hauptamtliche und rechtskundige Bürgermeister Weidens.

## Leben

### Herkunft und Familie
August Prechtl war das dritte von sieben Kindern des aus Langenbruck stammenden Advokaten August Andreas Prechtl und dessen Ehefrau Maria geborene Wenninger, die Tochter eines Bierbrauers in Straubing. Im April 1872 erwarb der aus Neunburg stammende königliche Advokat August Prechtl das Haus Schlörplatz 1 in Weiden. Am 24. Juli 1888; sechs Monate nachdem sein Vater verstorben war, heiratete er Pauline Hammelbacher, Posthalterstochter aus München. 1889 wurde die gemeinsame Tochter Emma Prechtl geboren.
Im Zuge einer Einladung der bayerischen Landwirte die 1897 ihre 33. Wanderversammlung in der Stadt abhielten, besuchte Prinz Ludwig III. Weiden. In der Zeit vom 16. bis 20. Mai 1897 residierte er im Hause des Bürgermeister Prechtl. Als Dank für die Gastfreundschaft übernahm der Prinz die Patenschaft für den sieben Monate später geborenen Sohn des Bürgermeisters, Ludwig August Wilhelm Prechtl.
Am 22. März 1911 starb August Prechtl im Alter von 50 Jahren in Weiden aufgrund einer chronischen Nierenentzündung. 1937 erhielt er ein Ehrengrab auf dem Friedhof von Weiden.

### Bürgermeister von Weiden
1888 erwarb er das Heimats-, 1891 das Bürgerrecht. Im selben Jahr wurde er zum ehrenamtlichen Bürgermeister gewählt. Ab 1900 war er der erste rechtskundige Bürgermeister der Stadt Weiden. Während seiner Amtszeit wurde die königliche Centralwerkstätte errichtet, das Augustinus-Gymnasium geschaffen, das Krankenhaus neu geplant, um der steigenden Bewohneranzahl Weidens gerecht zu werden der Schlachthof gebaut. Weiden avancierte in dieser Zeit zur zweitgrößten mittelbaren Stadt Bayerns.
Seine Leistungen im Amt wurden mit dem Titel eines königlichen Hofrats und der Verleihung der Prinzregent-Luitpold-Medaille honoriert. Die Bürgermeister-Prechtl-Straße in Weiden ist nach ihm benannt.